# Pallé
Pallé est une commune rurale située dans le département de Boussou de la province du Zondoma dans la région Nord au Burkina Faso.

## Géographie
Pallé se trouve à 18 km au nord-ouest de Boussou, le chef-lieu du département, à 7 km à l'ouest de Posso et à environ 50 km au sud-ouest de Gourcy.

## Économie
Situé aux confins de plusieurs départements et régions, l'économie de Pallé bénéficie de sa localisation pour les échanges commerciaux liés à son marché.

## Santé et éducation
Le centre de soins le plus proche de Pallé est le centre de santé et de promotion sociale (CSPS) de Posso tandis que le centre médical se trouve à Gourcy.
Le collège d'enseignement général (CEG) dont dépend Pallé est celui de Kiripalogo ouvert en 2014 alors que le lycée départemental se trouve à Boussou.